# Sofia Cavedon
Sofia Cavedon Nunes (Veranópolis, 2 de agosto de 1963) é uma professora e política brasileira filiada ao Partido dos Trabalhadores (PT).

## Biografia
Sofia Cavedon é filha de Olinto Cavedon e Lourdes Carolina Cavedon e é formada em educação física pela Universidade Federal do Rio Grande do Sul (UFRGS) e possui pós-graduação em Educação Física Pré-Escolar e Escolar pela mesma universidade. Antes de sua carreira política, trabalhou como professora das séries iniciais nas redes privada e pública de Porto Alegre. Foi ativista da Associação dos Trabalhadores em Educação do Município de Porto Alegre (Atempa) e vice-presidente do Sindicato dos Municipários de Porto Alegre (SIMPA) na gestão de 1995-1996.

## Carreira política e pública

### Vereadora de Porto Alegre
Sofia Cavedon iniciou sua trajetória política como vereadora em Porto Alegre, eleita pelo PT em 2000. Ela foi reeleita consecutivamente nos quatro pleitos seguintes (2004, 2008, 2012 e 2016), permanecendo no cargo até 2019, quando assumiu como deputada estadual. Durante seu período na Câmara Municipal de Porto Alegre, presidiu a Câmara Municipal em 2011.
Na Câmara, Sofia Cavedon defendeu a qualidade dos serviços públicos, especialmente na educação, e a preservação de espaços públicos para esporte, lazer e cultura. Ela também exerceu diversos cargos em comissões, incluindo a presidência da Comissão de Educação, Cultura e Esportes em 2001, 2008 e 2013, e a vice-presidência da Comissão de Educação, Cultura, Esporte e Juventude em 2007, 2010 e 2014. Em 2013, atuou como primeira e segunda secretária da Mesa Diretora.
Sofia Cavedon foi a autora da proposta de criação da Procuradoria Especial da Mulher na Câmara Municipal de Porto Alegre, instituída pela Resolução Nº 2.368 de 11 de junho de 2015, e foi a primeira a ocupar o cargo de procuradora.
Em 2016, uma emenda de sua autoria foi aprovada na Câmara Municipal de Porto Alegre, determinando o fim dos saleiros nas mesas de restaurantes da cidade, com o objetivo de reduzir o consumo excessivo de sal pela população.
Em 2019, foi a autora da lei 209/17, que estabelece diretrizes para a abordagem da violência contra a mulher nas escolas municipais de Porto Alegre, visando a conscientização e erradicação da violência de gênero desde o ambiente escolar.

### Secretária municipal de Educação e Cultura
Entre janeiro de 2003 e abril de 2004, Sofia Cavedon ocupou o cargo de secretária municipal da Educação e Cultura.

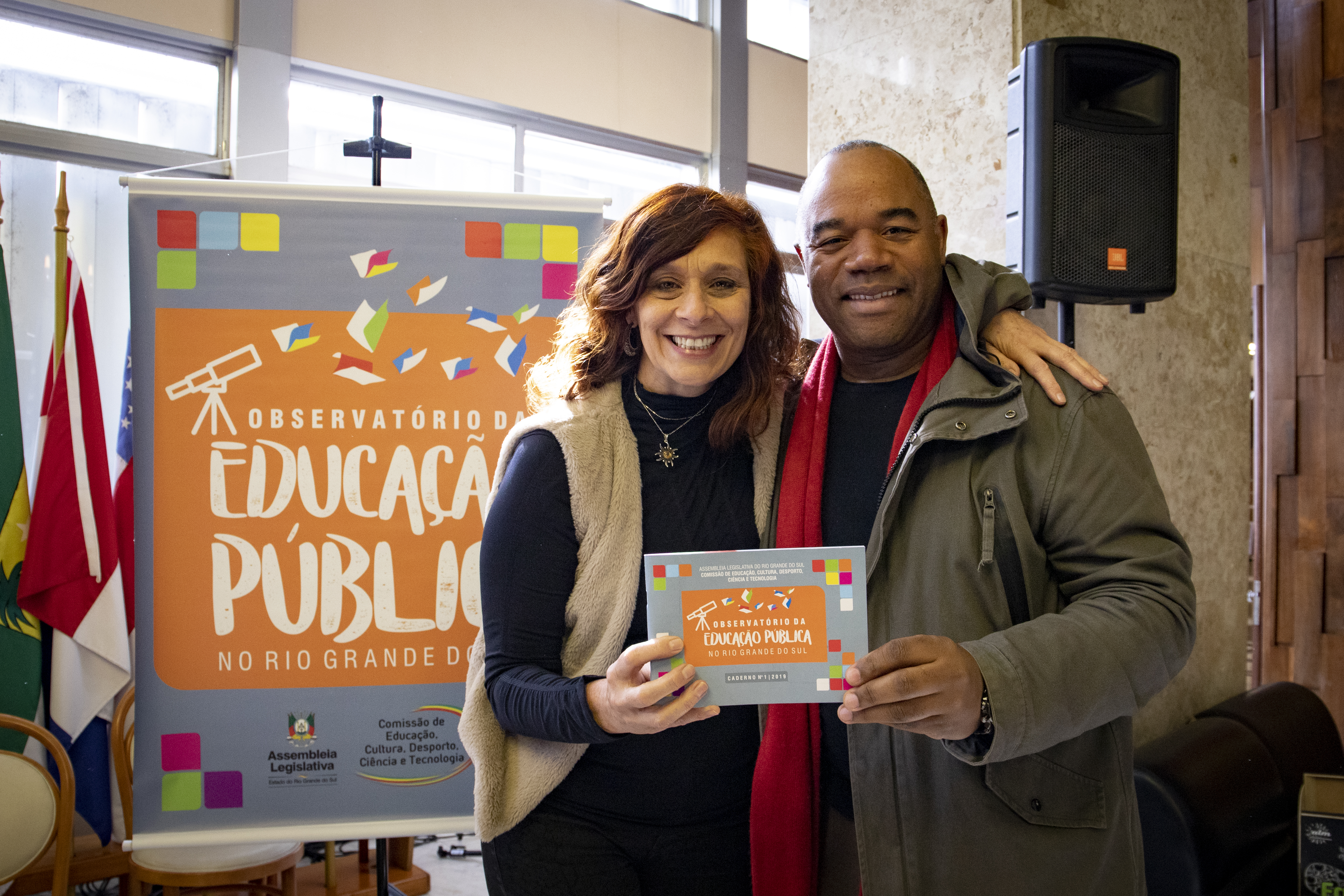
Sofia Cavedon e o 2º vice presidente do CPERS/Sindicato, Edson Garcia, no lançamento do Observatório da Educação Pública do Rio Grande do Sul, em 2019.

### Deputada estadual
Em 2014, Sofia Cavedon candidatou-se a deputada estadual, mas não foi eleita. Em 2018, concorreu novamente e foi eleita com 32.969 votos. Em 2022, foi reeleita com 39.039 votos.
Como deputada estadual, Sofia Cavedon em 2017, juntamente com outros vereadores, recorreu à Justiça contra a forma como ocorreu a votação que aumentou a alíquota previdenciária de servidores municipais de Porto Alegre. Em 2019, ela votou contra a aprovação da lei que incluiu o doce de leite na merenda escolar, argumentando sobre os riscos do excesso de açúcar e a obesidade infantil. Também é a autora do relatório "Operação Dever de Casa", de 2022, que apontou problemas estruturais em diversas escolas estaduais do Rio Grande do Sul.

### Candidatura à presidência do diretório estadual do PT no Rio Grande do Sul
Em julho de 2025, Sofia Cavedon foi uma das seis pessoas candidatas à presidência do diretório estadual do Partido dos Trabalhadores no Rio Grande do Sul. Também concorreram Júlio Quadros, Marcelo Carlini, Stela Farias, Thiago Braga e Valdeci Oliveira. Todos participaram de um debate realizado na Assembleia Legislativa do Rio Grande do Sul na quinta-feira anterior à eleição, no qual foram discutidos temas como a reconexão com as bases, alianças partidárias e estratégias para 2026.Atualmente, disputa o 2º turno com Valdeci Oliveira.

## Desempenho eleitoral
| Ano  | Eleição                       | Cargo             | Partido | Coligação                               | Votos        | %     | Resultado |
| ---- | ----------------------------- | ----------------- | ------- | --------------------------------------- | ------------ | ----- | --------- |
| 2000 | Municipal de Porto Alegre     | Vereadora         | PT      | PT / PSB / PCdoB / PCB                  | 10.646 votos | 1,4%  | Eleita    |
| 2004 | Municipal de Porto Alegre     | Vereadora         | PT      | PT / PSL / PTN / PCB / PL / PMN / PCdoB | 8.112 votos  | 1,02% | Reeleita  |
| 2008 | Municipal de Porto Alegre     | Vereadora         | PT      | sem coligação proporcional              | 8.046 votos  | 1,06% | Reeleita  |
| 2012 | Municipal de Porto Alegre     | Vereadora         | PT      | PT / PTC / PPL                          | 7.085 votos  | 0,94% | Reeleita  |
| 2014 | Estadual do Rio Grande do Sul | Deputada Estadual | PT      | sem coligação proporcional              | 24.254 votos | 0,4%  | Suplente  |
| 2016 | Municipal de Porto Alegre     | Vereadora         | PT      | sem coligação proporcional              | 9.670 votos  | 1,4%  | Reeleita  |
| 2018 | Estadual do Rio Grande do Sul | Deputada Estadual | PT      | sem coligação proporcional              | 32.969 votos | 0,57% | Eleita    |
| 2022 | Estadual do Rio Grande do Sul | Deputada Estadual | PT      | PT / PCdoB / PV                         | 39.039 votos | 0,63% | Reeleita  |